# زولتان بلوم
زولتان بلوم (مجاری: Blum Zoltán; ۳ ژانویهٔ ۱۸۹۲ – ۲۵ دسامبر ۱۹۵۹) بازیکن فوتبال اهل مجارستان بود.
از باشگاه‌هایی که در آن بازی کرده‌است می‌توان به باشگاه فوتبال فرنتس‌واروش اشاره کرد.
وی همچنین در تیم ملی فوتبال مجارستان بازی کرده‌است.